# 波因特普萊斯 (路易斯安那州)
波因特普萊斯（英語：Point Place）是位於美國路易斯安那州納基托什堂區的一個普查規定居民點。

## 人口
根據2020年美國人口普查的數據，波因特普萊斯的面積為2.73平方千米，當中陸地面積為2.52平方千米，而水域面積為0.21平方千米。當地共有人口382人，而人口密度為每平方千米139.93人。